# Timo Dentler

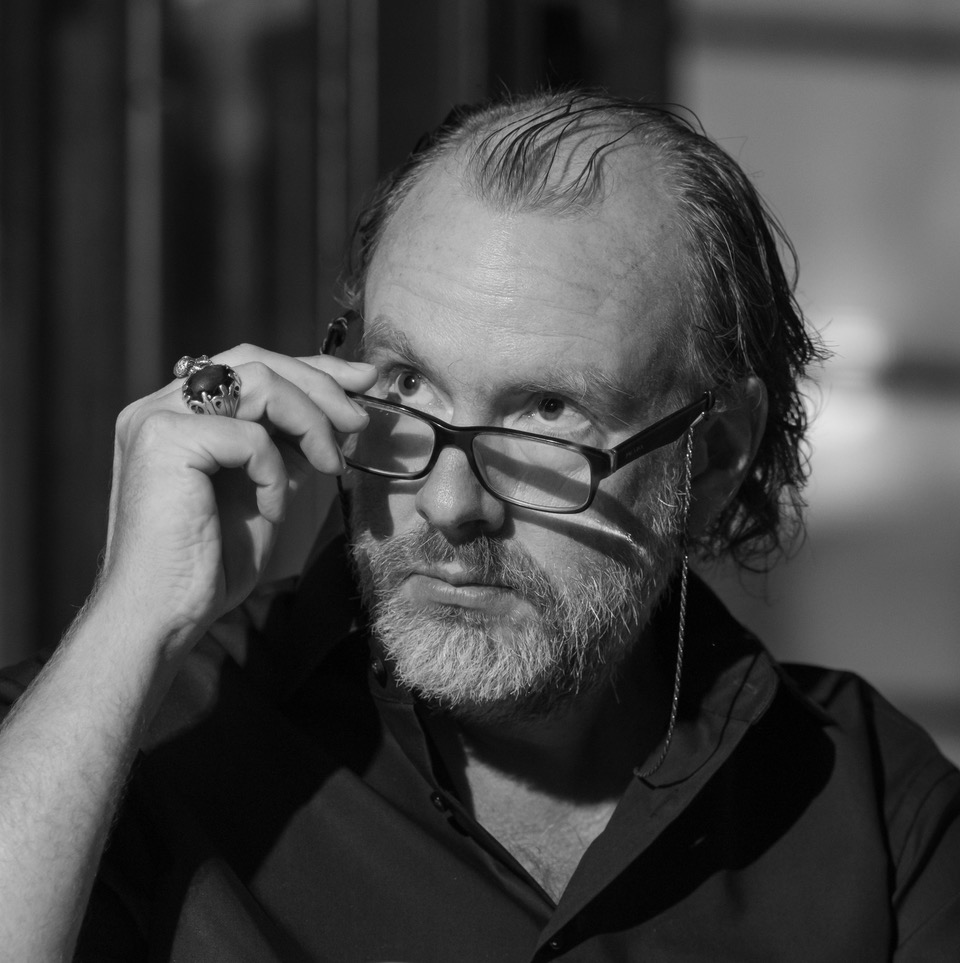
Timo Dentler

Timo Kaspar Dentler (* 3. Januar 1971 in Ulm) ist ein deutscher Bühnen- und Kostümbildner.

## Leben
Timo Kaspar Dentler, Sohn des Goldschmieds Rudolf Dentler, wuchs in Ulm auf und studierte von 1990 bis 1999 an der Kunstakademie Düsseldorf bei Karl Kneidl, dessen Meisterschüler er 1999 wurde. 1996 erhielt er den Markus-Lüpertz-Preis der Kunstakademie Düsseldorf.
Seine ersten Engagements hatte er von 1992 bis 1998 als Bühnenbild- und Kostümbildassistent am Berliner Ensemble, an der Oper Frankfurt, bei den Wiener Festwochen und an den Münchner Kammerspielen bei Karl Kneidl, Peter Zadek und Peter Palitzsch.
Seit 1999 arbeitet Timo Dentler als Bühnen- und Kostümbildner international an großen Bühnen in Zusammenarbeit mit der Bühnen- und Kostümbildnerin Okarina Peter. Unter anderem mehrfach für die Staatsoper Stuttgart, die Semperoper in Dresden, die Bregenzer Festspiele, das Zürcher Schauspielhaus, das Nationaltheater Mannheim, das Staatstheater Nürnberg, das Staatstheater am Gärtnerplatz in München, das Badische Staatstheater Karlsruhe, das Düsseldorfer Schauspielhaus, das Kölner Schauspielhaus, das Staatstheater Mainz, das Staatstheater Wiesbaden, das Staatstheater Darmstadt, das Theater Bremen, das Opernhaus Hannover, das Saarländische Staatstheater, die Oper Graz, das Landestheater Linz und das Luzerner Theater. Er entwarf Bühne und Kostüme für Der Zwerg am Theater Chemnitz, Lady Macbeth von Mzensk an der Königlichen Oper Kopenhagen, Boris Godunow am Staatstheater Nürnberg und der Oper Göteborg in einer Inszenierung von Peter Konwitschny. Für Le vieux juif blonde in der Regie von Volker Schlöndorff entwarf er 2018 Bühnenbild und Kostüme am Théâtre des Mathurins in Paris. 2022 entwickelten Timo Dentler und Okarina Peter das Bühnenbild für die Weltpremiere Pah-Lak am Tibet Theatre im indischen Dharamsala, welches anschließend bei den Ruhrfestspielen Recklinghausen eine Europatournee eröffnete. Timo Dentler schuf das Bühnenbild für Oh läck Du mir! unter der Regie von Stefan Huber, dass den Prix Walo in der Schweiz gewann. Zuletzt entwarf er Bühne und Kostümbild für die Uraufführung der Oper Berlin Alexanderplatz, die von der Theaterzeitschrift Die Deutsche Bühne als bestes spartenübergreifendes Format 2023 gekürt und als Dokumentation auf arte gesendet wurde.
Timo Dentler wurde 2009, 2011, 2013, 2016 und 2023 von der Fachzeitschrift Opernwelt als bester Bühnenbildner des Jahres sowie 2011 und 2016 als bester Kostümbildner des Jahres nominiert. 2023 war er zusammen mit Okarina Peter für den Österreichischen Musiktheaterpreis 2023 nominiert.
Im Jahr 2020 hat er für das Stadthaus Ulm gemeinsam mit Okarina Peter erstmals eine Ausstellung konzipiert und gestaltet. Unter dem Titel „Die Welt, ein Raum mit Flügeln“ würdigt sie aus Anlass des 250. Jahrestages der Geburt des Ulmer Gleitflugpioniers Albrecht Ludwig Berblinger visionäre Kraft an der Schnittstelle von Fantasie und Wissenschaft.

## Arbeiten als Bühnen- und Kostümbildner (Auswahl)
- 2000: Düsseldorfer Schauspielhaus: Ferenc Molnár – Liliom. Regie: Roland Hüve
- 2001: Staatstheater Darmstadt: Véronique Olmi – So Nah so Fern. Regie: Elisabeth Krejcir
- 2002: Theater an der Ruhr: Friedrich Schiller – Die Räuber. Regie: Susanna Enk
- 2002: Staatstheater Darmstadt: Ernst Jandl – Aus der Fremde. Regie: Elisabeth Krejcir
- 2002: Theater Biel Solothurn: Max Frisch – Biographie ein Spiel. Regie: Susanna Enk
- 2003: Staatstheater Mainz: Molière – Don Juan. Regie: Harald Fuhrmann[7]
- 2003: Staatsoper Stuttgart: Dmitri Schostakowitsch – Moskau, Tscherjomuschki. Regie: Manfred Weiß[7]
- 2003: Staatstheater Darmstadt: Friedrich Schiller – Kabale und Liebe. Regie: Elisabeth Krejcir
- 2003: Theater Oberhausen: Felicia Zeller – Ich große Reisetasche: du Koffer. Regie: Susanna Enk
- 2004: Staatstheater Karlsruhe: John Osborne – Blick zurück im Zorn. Regie: Harald Fuhrmann
- 2004: Schauspiel Köln: Jan Neumann – Goldfischen. Regie: Susanna Enk
- 2004: Staatsoper Stuttgart: Stephen Oliver – Mario und der Zauberer. Regie: Manfred Weiß
- 2004: Nationaltheater Mannheim: Beat Fäh – Rose und Regen: Schwert und Wunde. Regie: Harald Fuhrmann
- 2004: Theater Bremen: Marc Becker – Wir im Finale. Regie: Patrick Schimanski
- 2005: Staatsoper Stuttgart: Joseph Haydn – Die reisende Ceres. Regie: Manfred Weiß
- 2005: Theater Bielefeld: Gioachino Rossini – Die Reise nach Reims. Regie: Nicholas Broadhurst
- 2005: Schauspielhaus Zürich: J. M. Barrie – Peter Pan. Regie: Annette Raffalt
- 2006: Theater Osnabrück: Alex Nowitz – Die Bestmannoper. Regie: Immo Karaman
- 2006: Theater Augsburg: Wolfgang Amadeus Mozart – Così fan tutte. Regie: Roland Hüve
- 2006: Theater Freiburg: Michaël Levinas – Les Negres. Regie Nicholas Broadhurst
- 2006: Staatsoper Stuttgart: Joseph Martin Kraus – Aeneas in Carthago. Regie: Peter Konwitschny/Klaus Zehelein
- 2006: Theater Bielefeld: Wolfgang Amadeus Mozart – Figaros Hochzeit. Regie: Nicholas Broadhurst
- 2006: Theater Bielefeld: George Enescu – Oedipe. Regie: Nicholas Broadhurst
- 2007: Nationaltheater Mannheim: Niccolò Piccinni – Catone in Utica. Regie: Nicholas Broadhurst
- 2007: Bregenzer Festspiele: Benjamin Britten – Paul Bunyan. Regie: Nicholas Broadhurst
- 2007: Theater Bern: Giorgio Battistelli – Prova d’orchestra. Regie: Immo Karaman
- 2007: Theater Bielefeld: Vicente Martín y Soler – L’abore di Diana. Regie: Nicholas Broadhurst
- 2008: Theater Augsburg: Giuseppe Verdi – Un ballo in maschera. Regie: Freo Majer
- 2008: Theater Bielefeld: Richard Wagner – Tristan und Isolde. Regie: Nicholas Broadhurst
- 2008: Theater Bielefeld: Gaetano Donizetti – Don Pasquale. Regie: Nicholas Broadhurst
- 2008–2009: Theater Bielefeld: Giuseppe Verdi – Falstaff. Regie: Nicholas Broadhurst
- 2009: Theater Augsburg: Kurt Weill – Der Silbersee. Regie: Manfred Weiß[8]
- 2009: Theater Bielefeld: Michail Iwanowitsch Glinka – Ruslan und Ljudmila. Regie: Nicholas Broadhurst
- 2009: Staatstheater Nürnberg: Giorgio Battistelli – Prova d’orchestra. Regie: Immo Karaman[9]
- 2010: Theater Augsburg: Franz Schreker – Der ferne Klang. Regie: Renate Ackermann[10]
- 2010: Staatstheater Nürnberg: Giuseppe Verdi – Nabucco. Regie: Immo Karaman
- 2010: Centraltheater Leipzig: Wolfgang Amadeus Mozart – Die Zauberflöte. Regie: Michael Höppner
- 2011: Staatstheater am Gärtnerplatz: München: Sergei Prokofiev – Die Liebe zu den drei Orangen. Regie: Immo Karaman
- 2011: Semperoper Dresden: Karl Amadeus Hartmann – Simplicius Simplicissimus. Regie: Manfred Weiß[11]
- 2011: Theater Osnabrück: Wolfgang Amadeus Mozart – Don Giovanni. Regie: Walter Sutcliffe
- 2012: Semperoper Dresden: Ernst Toch – Prinzessin auf der Erbse. Regie: Manfred Weiß
- 2012: Theater Bielefeld: Bertolt Brecht: Kurt Weill – Die Dreigroschenoper. Regie: Michael Heicks
- 2012: Theater Augsburg: Emil Nikolaus von Reznicek – Ritter Blaubart. Regie: Manfred Weiß
- 2012: Mülheimer Theatertage: Theater Bielefeld: Anne Lepper – Käthe Hermann. Regie: Daniela Kranz
- 2012: Staatstheater Wiesbaden: Giuseppe Verdi – Aida. Regie: Immo Karaman
- 2012: Semperoper Dresden: Ernst Krenek – Das geheime Königreich. Regie: Manfred Weiß
- 2013: Internationale Händel-Festspiele Göttingen: Georg Friedrich Händel – Siroe. Regie: Immo Karaman[12]
- 2013: Nationaltheater Mannheim: Stephen Sondheim – Company. Regie: Roland Hüve[13]
- 2014: Staatstheater Wiesbaden: Giuseppe Verdi – La forza del destino. Regie: Immo Karaman
- 2014: Semperoper Dresden: Manos Tsangaris – Karl May: Raum der Wahrheit. Regie: Manfred Weiß
- 2014: Königliche Oper Kopenhagen: Dmitri Schostakowitsch – Lady Macbeth von Mzensk. Regie: Peter Konwitschny[14]
- 2015: Oper Graz: Gioachino Rossini – Der Barbier von Sevilla. Regie: Axel Köhler[15][16]
- 2015: Theater Chemnitz: Alexander Zemlinsky – Der Zwerg. Regie: Walter Sutcliffe
- 2015: Semperoper Dresden: Friedrich Goldmann – R. Hot bzw. Die Hitze. Regie: Manfred Weiß
- 2016: Theater Dortmund: Brian Yorkey und Tom Kitt – Next to Normal. Regie: Stefan Huber
- 2016: Theater Augsburg: Dmitri Schostakowitsch – Lady Macbeth von Mzensk. Regie: Peter Konwitschny
- 2016: Staatstheater Wiesbaden an den Internationalen Maifestspielen: Giuseppe Verdi – La forza del destino. Regie: Immo Karaman
- 2016: Staatstheater Nürnberg: Modest Mussorgski – Boris Godunow. Regie: Peter Konwitschny[17][18]
- 2016: Semperoper Dresden: Ali N. Askin – The killer in me is the killer in you my love. Regie: Manfred Weiß
- 2017: Bad Hersfelder Festspiele: Peter Stone: Maury Yeston – Titanic. Regie: Stefan Huber[19]
- 2018: Theater Baden-Baden: Johann Wolfgang von Goethe – Faust II Regie: Harald Fuhrmann
- 2018: Oper Göteborg: Modest Mussorgski – Boris Godunow Regie: Peter Konwitschny
- 2018: Théâtre des Mathurins, Paris: Amanda Sthers – Le Vieux juif blonde. Regie: Volker Schlöndorff[20]
- 2018: Semperoper Dresden: John Kander – Cabaret. Regie Manfred Weiß
- 2019: Staatstheater Nürnberg: Paul Abraham – Ball im Savoy. Regie: Stefan Huber
- 2019: Theater Bielefeld: Jacques Offenbach – Orpheus in der Unterwelt. Regie: Nadja Loschky
- 2019: Opernhaus Hannover: Paul Abraham – Märchen im Grand Hotel. Regie: Stefan Huber
- 2020: Oper Bonn: Johann Strauss – Die Fledermaus. Regie: Aron Stiehl
- 2020: Stadthaus Ulm: Konzeption und Gestaltung der Ausstellung Die Welt ein Raum mit Flügeln.
- 2020: Oper Graz: Joseph Stein – Anatevka. Regie: Christian Thausing
- 2021: Theater Bielefeld: Claudio Monteverdi/Sebastian Schwab – Odysseus’ Heimkehr. Regie: Wolfgang Nägele
- 2021: Stadttheater Klagenfurt: Richard Wagner – Die Walküre Regie: Aron Stiehl
- 2021: Staatstheater Nürnberg: Giuseppe Verdi – Il trovatore Regie: PPeter Konwitschny
- 2022: Tiroler Landestheater Innsbruck: Richard Strauss – Salome. Regie: Angela Denoke
- 2022: Semperoper Dresden: Stephen Sondheim – Into the Woods. Regie: Manfred Weiß
- 2022: Theater Osnabrück: Kinan Azmeh – Songs for Days to Come Regie: Ulrich Mokrusch
- 2022: Stadttheater Klagenfurt: Richard Wagner – Siegfried. Regie: Aron Stiehl
- 2022: Theater 11 Zürich: Charles Lewinsky – Oh läck Du mir! Regie: Stefan Huber
- 2022: Theater Bielefeld: Vivan und Ketan Bhatti – Berlin Alexanderplatz. Regie: Wolfgang Nägele
- 2022: Tibet Theatre, Dharamsala: Abhishek Majumdar – Pah-Lak. Regie: Lhakpa Tsering/Harald Fuhrmann
- 2022: Opernhaus Hannover: Emmerich Kálmán – Die Zirkusprinzessin. Regie: Felix Seiler
- 2023: Theater Regensburg: Giuseppe Verdi – Macbeth. Regie: Angela Denoke
- 2023: Semperoper Dresden: David Bryan/Joe DiPietro – The Toxic Avenger. Regie: Manfred Weiß
- 2023: Theater Osnabrück: Jaromír Weinberger – Wallenstein. Regie: Ulrich Mokrusch
- 2023: Bad Hersfelder Festspiele: Andrew Lloyd Webber – Jesus Christ Superstar. Regie: Stefan Huber[21][22]
- 2023: Stadttheater Klagenfurt: Richard Wagner – Götterdämmerung. Regie: Aron Stiehl
- 2023: Oper Graz: Marius Felix Lange – Krieg. Stell dir vor, er wäre hier. Regie: Christian Thausing
- 2024: Theater Lübeck: Giacomo Puccini – La Bohème. Regie: Angela Denke
- 2024: Semperoper Dresden: Robert Wilson, Tom Waits – Woyzeck. Regie: Manfred Weiß[23]
- 2024: Oper Bonn: Richard Wagner – Die Meistersinger von Nürnberg. Regie: Aron Stiehl
- 2024: Opernhaus Hannover: John Kander – Chicago. Regie: Felix Seiler
- 2024: Theater an der Wien: Johann Strauß – Das Spitzentuch der Königin. Regie: Christian Thausing[24]
- 2024: Landestheater Linz: Leoš Janáček – Die Gerissene Füchsin. Regie: Peter Konwitschny